# Lara Schulze
Pour les articles homonymes, voir Schulze.
Lara Schulze est une joueuse d'échecs allemande née le 21 mai 2002, maître international féminin depuis 2021 qui a remporté le championnat d'Allemagne en 2022.
Au 1er février 2024, elle est la neuvième joueuse allemande avec un classement Elo de 2 308 points.

## Biographie et carrière
Lara Schulze  est née en 2002. En 2019, elle remporta le championnat d'Allemagne junior, l'open de Vellmar et  la médaille d'argent au championnat d'Allemagne adulte.
En 2021, elle remporte le championnat d'Europe junior féminin et obtient le titre de maître international féminin.
En 2022, elle remporte le championnat d'Allemagne féminin.